# Intervento umanitario
L'intervento umanitario è l'uso della forza militare da parte di uno o più Stati, all'interno del territorio di un altro Stato sovrano, senza il consenso di quest'ultimo, con la giustificazione di porre fine a gravi e sistematiche violazioni dei diritti umani, come genocidi, crimini contro l'umanità o pulizie etniche.

## Diritto internazionale
Nel contesto attuale delle relazioni internazionali, vige l'impossibilità di derogare al divieto dell'uso della forza previsto dall'articolo 2, paragrafo 4, della Carta delle Nazioni Unite, nemmeno con la giustificazione di un "intervento umanitario". L'idea che tale norma sia caduta in desuetudine rispetto agli (autoproclamati) interventi umanitari può essere sostenuta solo se si ammette che l'obbligo contenuto in quell'articolo sia derogabile nella sua stessa fonte.
Secondo la dottrina prevalente e la giurisprudenza internazionale, questa disposizione pattizia dello Statuto delle Nazioni Unite riflette in realtà una norma di diritto internazionale consuetudinario. La Corte internazionale di giustizia ha riconosciuto questo principio fin dall'incidente del canale di Corfù del 1949. Di conseguenza, poiché il divieto di aggressione e più in generale, il divieto di annessione territoriale attraverso la guerra, costituisce una norma di ius cogens, l'eventuale acquiescenza degli altri Stati non ha effetti giuridici validi, nemmeno in deroga al principio di effettività.
Tuttavia, una parte della dottrina sostiene una posizione differente: secondo questa visione, solo gli Stati sovrani sarebbero concretamente in grado di intervenire con la forza per proteggere i diritti umani, sia agendo con autorizzazione del Consiglio di sicurezza delle Nazioni Unite, che può decidere anche al di fuori di una esplicita previsione della Statuto delle Nazioni Unite, la quale, al capitolo VII, autorizza interventi solo in caso di minaccia alla pace e alla sicurezza internazionale, sia senza alcuna autorizzazione, agendo uti universi, cioè per conto dell'intera comunità internazionale, in nome di un presunto principio consuetudinario del diritto internazionale.